# کوروناک (کارولینای جنوبی)
کوروناک(به انگلیسی: Coronaca) شهری در ایالت کارولینای جنوبی کشور ایالات متحده آمریکا است که جمعیت آن در سرشماری سال ۲۰۱۰ میلادی، ۱۹۱ نفر بوده‌است.